# Wise
Gabriel Antonio Cruz Padilla (Bayamón, Puerto Rico; 15 de octubre de 1981), más conocido por sus nombres artísticos Wise o Wise The Gold Pen —anteriormente «Wise Da 'Gangsta»—, es un compositor, letrista, cantante y productor musical puertorriqueño.

## Carrera musical
Comenzó su carrera como compositor de diferentes géneros musicales, entre los que destacan la salsa, el merengue, pop latino, reguetón, trap, entre otros.
A su corta edad, compuso la canción «Hasta el sol de hoy» para el cantante Edgar Joel.La industria musical lo cataloga como el "Hit Maker" o "Grammy Maker".
Wise multi ganador Grammy conocido en la industria de la música latina como The Gold Pen. Su nombre es Gabriel Cruz y su trayectoria como compositor lo consolida como el “Hit maker” de más éxitos en la industria latina del  género  Tropical  y  Urbano. Las composiciones de Wise “The Gold Pen” son percibidas por la industria musical como garantizadas al éxito; estadísticas certifican sus temas con un 96% de probabilidad de colocarse en la posición número de lista radiales y de ventas más importantes de la música latina en e mundo. Influyentes de la industria musical latina expresan que todo lo que Wise toca se convierte en oro mientras  artistas de gran prestigio lo catalogan como el sastre; con la explicación de que Wise sabe construir el éxito adecuado a la medida de cada artista. En los últimos años, de quince temas escrutados, once temas  de  Wise  alcanzaron  el primer lugar dentro de las prestigiosas listas de la revista Billboard en 4 categorías: Hot Latín Song, Latín Rhythm Airplay, Latín Tropical Airplay y Latín PopAirplay. Con estas quince canciones también logró 27 posiciones entre los primeros 10 lugares de estas carteleras. "The Gold Pen", como se le conoce al cotizado cantautor, ha creado temas emblemáticos y exitosos que suman al legado de este joven genio musical como el único compositor en colocar simultáneamente cinco temas de su autoría en las primeras posiciones en Billboard. Wise inicio su éxito como compositor  a  las  12  años de edad  al  componer  el  tema “Hasta  el  sol  de  hoy”. Wise The Gold Pen es reconocido por la industria latina como el único compositor en la historia de la música latina capaz de componer todos los géneros musicales desde como por ejemplo Reggeaton, Pop, Merengue, Salsa, Bachata, Vallenato, Música Popular y todos sin perder la esencia de convertirse en un hit mundial. Wise es el compositor de  temas  como “Mayor que Yo” interpretada por Daddy Yankee, Wisin y Yandel, Héctor el Father entre otros, “Noche de Entierro” interpretada por Daddy Yankee, Héctor el Father, Wisin y Yandel entre otros, “El  Doctorado” interpretado por Tony Dize, “Te  Regalo Amores” interpretada por Rakim y Ken Y, “Down” interpretada  por Rakim  y  Ken  Y, “Por esa  Mujer” interpretada por Chayanne,  “Duele sin ti” interpretada por “Victor Manuelle, “Carita Linda” interpretada por Olga Tañon, “Mujeres” interpretada por Fanny Lu, “Hoy lo Siento” interpretada por Zion y Lennox y Tony Dize, “Todo lo que Sube, Baja” interpretada por Olga Tañon, “Prometo Olvidarte” interpretada por Tony Dize, “Pierdo la Cabeza” interpretado por Zion y Lennox, “Ruleta Rusa” interpretada por Tony Dize, “Me Llamas” interpretada por la agrupación Piso 21, “Desperté Sin Ti”  interpretada por Noriel, "Quien Sabe" interpretada por "Natti Natasha", "La Funka" interpretada por Ozuna, “Rumbaton” interpretada por Daddy Yankee entre muchos éxitos más que han logrado catalogar a Wise como el único compositor en escribir un éxito en cualquier género musical sin limitaciones y garantizando un  éxito  radial  ya  sea pop, Tropical o urbano.
En 2023, participó en el primer proyecto de música cristiana del productor Boy Wonder CF titulado Chosen Few Fe, interpretando un verso en la canción «Despierto», junto a Almighty, Darkiel, Christian Ponce "El Sica" y Natán El Profeta.

## Discografía

### Como Wise The Gold Pen

#### Álbumes de estudio
- 2014: The Gold Pen

#### Álbumes como productor
- 2015: 14F (con DJ Luian)
- 2016: Trap Miami: Los Eleven

### Como Wise Da' Gansta

#### Álbumes de estudio
- 2004: Da' Album
- 2005: Da' Klasic

#### Álbumes como productor
- 1997: La Vieja Escuela
- 1998: Live
- 1999: Da' Moda

## Créditos de composición
| Año  | Canción                            | Intérprete(s)                                                        | Álbum                                    | Nota(s) |
| ---- | ---------------------------------- | -------------------------------------------------------------------- | ---------------------------------------- | --- |
| 1993 | «Hasta el soy de hoy»              | Edgar Joel                                                           | Hasta el sol de hoy                      | |
| 2004 | «Ella vive sola»                   | Lito & Polaco junto a Gustavo Laureano                               | Fuera de serie                           | Solo compuso los coros |
| 2004 | «Baby, olvídame»                   | Monchy & Alexandra                                                   | Hasta el fin                             | |
| 2005 | «Mayor que yo»                     | Baby Ranks, Tonny Tun Tun, Wisin & Yandel y Daddy Yankee             | Mas Flow 2                               | Llegó a la cima de la lista Latin Tropical Airplay de Billboard en EE. UU. Fue coescrita junto con Francisco Saldaña, Víctor Cabrera, David Acosta, Juan Morera, Llandel Veguilla y Ramón Ayala.                                                                |
| 2006 | «Down»                             | R.K.M. & Ken-Y                                                       | Masterpiece                              | Llegó a la cima de la lista Latin Rhythm Airplay de Billboard en EE. UU. Obtuvo una nominación al Premio Lo Nuestro a «Canción urbana del año» y dos más a los Premios Billboard Latin Music en las categorías «Hot Latin Song» y «Reggaeton Song of the Year». |
| 2006 | «Rumor de guerra»                  | Héctor el Father                                                     | The Bad Boy                              | |
| 2006 | «Sola»                             | Héctor el Father                                                     | The Bad Boy                              | |
| 2006 | «Fría»                             | Héctor el Father                                                     | The Bad Boy                              | |
| 2006 | «Vamos allá»                       | Héctor el Father                                                     | The Bad Boy                              | |
| 2006 | «Te encontré»                      | Héctor el Father                                                     | The Bad Boy                              | |
| 2006 | «Hello»                            | Zion                                                                 | Mas Flow: Los Benjamins                  | |
| 2006 | «Lento»                            | RBD                                                                  | Mas Flow: Los Benjamins                  | |
| 2006 | «Noche de Entierro (Nuestro Amor)» | Tonny Tun Tun, Wisin & Yandel, Héctor el Father, Zion y Daddy Yankee | Mas Flow: Los Benjamins                  | Llegó al puesto 3 de la lista Latin Rhythm Airplay de Billboard en EE. UU. |
| 2007 | «Zun da da»                        | Zion                                                                 | The Perfect Melody                       | Llegó al puesto 5 de la lista Latin Rhythm Airplay de Billboard en EE. UU. |
| 2007 | «Te vas»                           | Zion                                                                 | The Perfect Melody                       | |
| 2007 | «Pa' la tumba»                     | Héctor el Father                                                     | The Bad Boy: The Most Wanted Edition     | |
| 2008 | «María Lola»                       | Grupo Manía                                                          | 15 años de corazón                       | Llegó al puesto 50 de la lista Latin Rhythm Airplay de Billboard en EE. UU. |
| 2008 | «Te regalo amores»                 | R.K.M. & Ken-Y                                                       | The Royalty/La Realeza                   | Llegó a la cima de la lista Latin Rhythm Airplay de Billboard en EE. UU. Fue galardonada como «Canción urbana del año» en los premios ASCAP Latin. |
| 2008 | «Te amaré»                         | R.K.M. & Ken-Y                                                       | The Royalty/La Realeza                   | |
| 2008 | «He venido»                        | MJ                                                                   | Mi sentimiento                           | |
| 2008 | «Se nos cae la casa»               | Héctor el Father                                                     | El juicio final                          | Coescrita con Armando Rosario |
| 2008 | «Te vi llorar»                     | Héctor el Father                                                     | El juicio final                          | |
| 2008 | «Si me tocaras»                    | Héctor el Father                                                     | El juicio final                          | Coescrita con Arthur Hanlon |
| 2008 | «Amor primero»                     | Toby Love                                                            | Love Is Back                             | |
| 2008 | «Llorar lloviendo»                 | Toby Love                                                            | Love Is Back                             | |
| 2009 | «El doctorado»                     | Tony Dize                                                            | La melodía de la calle (Updated Edition) | Llegó a la cima de la lista Tropical Songs de Billboard en EE. UU. |
| 2009 | «Mi amor es pobre»                 | Tony Dize junto a Ken-Y                                              | La melodía de la calle (Updated Edition) | Llegó al puesto 17 de la lista Latin Pop Songs de Billboard en EE. UU. |
| 2009 | «Enamorarme quiero»                | Mennores                                                             | Mennores                                 | |
| 2009 | «Te amé en mis sueños»             | R.K.M. & Ken-Y                                                       | Sencillos sin álbum                      | Llegó al puesto 35 de la lista Latin Pop Songs de Billboard en EE. UU. |
| 2009 | «Carita linda»                     | Grupo Manía junto a Olga Tañón                                       | Sencillos sin álbum                      | Llegó al puesto 35 de la lista Latin Pop Songs de Billboard en EE. UU. |
| 2009 | »Boom Boom»                        | Zion & Lennox                                                        | Pasado, presente y futuro                | |
| 2010 | «Por esa mujer»                    | Chayanne                                                             | No hay imposibles                        | Coescrita con Ramón Casillas |
| 2010 | «15 Inviernos»                     | Elvis Crespo                                                         | Indestructible                           | Llegó al puesto 26 de la lista Latin Pop Songs de Billboard en EE. UU. |
| 2010 | «Hoy lo siento»                    | Zion & Lennox junto a Tony Dize                                      | Los verdaderos                           | Llegó a la cima de la lista Tropical Songs de Billboard en EE. UU. |
| 2011 | «Arco iris de colores»             | Olga Tañón                                                           | Ni una lágrima más                       | |
| 2011 | «Casi casi»                        | Toby Love                                                            | La voz de la juventud                    | |
| 2011 | «Poquito a poco»                   | Henry Santos                                                         | Introducing                              | |
| 2011 | «Por amor»                         | Henry Santos                                                         | Introducing                              | |
| 2011 | «La mala»                          | Fanny Lu                                                             | Felicidad y perpetua                     | Coescrita con Fanny Martínez y Andrés Munera |
| 2011 | «Ni loca»                          | Fanny Lu junto a Dálmata                                             | Felicidad y perpetua                     | Coescrita con Fanny Martínez y Andrés Munera Llegó a la cima de la lista Top 100 de Record Report en Venezuela. |
| 2012 | «Duele sin ti»                     | Víctor Manuelle                                                      | Busco un pueblo                          | |
| 2012 | «Princesa mía»                     | Jalil López                                                          | Sencillo sin álbum                       | |
| 2012 | «Todo lo que sube baja»            | Olga Tañón                                                           | Una mujer                                | |
| 2012 | «Tu primer amor»                   | Jalil López                                                          | Sencillo sin álbum                       | |
| 2013 | «No soy de piedra»                 | Víctor Manuelle                                                      | Me llamaré tuyo                          | |
| 2013 | «Lentamente»                       | Arcángel                                                             | Sentimiento, elegancia & maldad          | |
| 2013 | «Prometo olvidarte»                | Tony Dize                                                            | La melodía de ustedes                    | Llegó al puesto 6 en la lista Tropical Songs de Billboard en EE. UU. |
| 2014 | «Olé brazil»                       | Elvis Crespo junto a Maluma                                          | Sencillo sin álbum                       | Llegó a la cima de la lista Tropical Songs de Billboard en EE. UU. |
| 2014 | «Pierdo la cabeza»                 | Zion & Lennox                                                        | Motivan2                                 | Llegó a la cima de la lista Tropical Songs de Billboard en EE. UU. Recibió una nominación en los Premios Tu Mundo en la categoría «Song Begins-Celebrations».                                                                                                   |
| 2014 | «Ruleta rusa»                      | Tony Dize                                                            | La melodía de ustedes                    | |
| 2015 | «Baby Boo»                         | Cosculluela                                                          | 14F                                      | |
| 2015 | «Bye Bye»                          | Farruko                                                              | 14F                                      | |
| 2015 | «Me dejo llevar»                   | Arcángel                                                             | 14F                                      | |
| 2015 | «En la nada»                       | Zion & Lennox                                                        | 14F                                      | |
| 2015 | «Necesito de ti»                   | De La Ghetto                                                         | 14F                                      | |
| 2015 | «Periódico de ayer»                | Ñengo Flow junto a Jory                                              | 14F                                      | |
| 2015 | «Mi lugar»                         | Maluma junto a Ken-Y                                                 | 14F                                      | |
| 2015 | «Ay ay ay»                         | Baby Rasta & Gringo                                                  | 14F                                      | |
| 2015 | «Él no estará a mi nivel»          | J Álvarez                                                            | 14F                                      | |
| 2015 | «Envejecer conmigo»                | Randy                                                                | 14F                                      | |
| 2015 | «No lo deseas na»                  | Pusho                                                                | 14F                                      | |
| 2015 | «Decisiones»                       | Luigi 21 Plus junto a Arcángel                                       | 14F                                      | |
| 2015 | «No reciclo amores»                | Yomo                                                                 | 14F                                      | |
| 2015 | «Déjate llevar»                    | Gotay                                                                | 14F                                      | |
| 2015 | «Si te vas»                        | Genio                                                                | 14F                                      | |
| 2015 | «Por tí»                           | Jeloz                                                                | Sencillo sin álbum                       | |
| 2016 | «Me voy»                           | Zion & Lennox                                                        | Motivan 2                                | |
| 2016 | «Bailando tu y yo»                 | Zion & Lennox                                                        | Motivan 2                                | |
| 2016 | «Se puso feo»                      | Zion & Lennox                                                        | Motivan 2                                | |
| 2016 | «Dejo de ser mia»                  | Nikki Mackliff                                                       | Sencillo sin álbum                       | |
| 2016 | «Me dijeron»                       | Darkiel                                                              |                                          | |
| 2016 | «Me llamas»                        | Piso 21                                                              |                                          | |
| 2017 | «Desperte sin ti»                  | Noriel                                                               |                                          | |
| 2018 | «Quien sabe»                       | Natti Natasha                                                        |                                          | |
| 2019 | «Te veo»                           | Zion y Lennox junto a Lyanno                                         |                                          | |
| 2019 | «Maletas y paquetes»               | Almighty                                                             | La Bestia                                | |
| 2019 | «Cambio de plan»                   | Funky                                                                | Sencillo sin álbum                       | |
| 2019 | «Agua»                             | Funky                                                                | Agua                                     | |
| 2019 | «Soy tu Dios»                      | Funky                                                                | Agua                                     | |
| 2019 | «Disfrazao»                        | Funky                                                                | Agua                                     | |
| 2019 | «Hello»                            | Funky                                                                | Agua                                     | |
| 2019 | «Tiembla»                          | Funky                                                                | Agua                                     | |
| 2019 | «Hasta que llegué yo»              | Funky con Almighty                                                   | Agua                                     | |
| 2019 | «Lo que hace falta»                | Indiomar con Daniela Araujo                                          | Nexus VII                                | |